# Svarthorna
Svarthorna är en bergstopp i Antarktis. Den ligger i Östantarktis. Norge gör anspråk på området. Toppen på Svarthorna är 2 488 meter över havet.
Terrängen runt Svarthorna är kuperad åt nordost, men åt sydväst är den platt. Trakten är obefolkad. Det finns inga samhällen i närheten.